# A-1 Pictures
A-1 Pictures Inc. (株式会社エー・ワン・ピクチャーズ Kabushiki-gaisha Ē Wan Pikuchāzu?) är en japansk animeringsstudio.

## Verk

### TV-serier
| Titel                                              | Ursprungskanal | Startdatum        | Slutdatum         |
| -------------------------------------------------- | -------------- | ----------------- | ----------------- |
| Zenmai Zamurai                                     | NHK E          | 3 april 2006      | 26 mars 2010      |
| Robby & Kerobby                                    | TV Tokyo       | 1 april 2007      | 30 mars 2008      |
| Big Windup!                                        | TBS, MBS       | 12 april 2007     | 28 september 2007 |
| Persona: Trinity Soul                              | Tokyo MX, BS11 | 5 januari 2008    | 28 juni 2008      |
| Tetsuwan Birdy: Decode                             | TV Saitama     | 4 juli 2008       | 29 september 2008 |
| Black Butler                                       | MBS            | 3 oktober 2008    | 27 mars 2009      |
| Kannagi: Crazy Shrine Maidens                      | Tokyo MX       | 4 oktober 2008    | 27 december 2008  |
| Tetsuwan Birdy: Decode 2                           | SUN-TV         | 9 januari 2009    | 28 maj 2009       |
| Valkyria Chronicles                                | MBS            | 4 april 2009      | 26 september 2009 |
| Fairy Tail                                         | TXN (TV Tokyo) | 12 oktober 2009   | 30 mars 2013      |
| Fairy Tail                                         | TXN (TV Tokyo) | 5 april 2014      | TBA               |
| Sound of the Sky                                   | TV Tokyo       | 5 januari 2010    | 22 mars 2010      |
| Ōkiku Furikabutte ~Natsu no Taikai-hen~            | MBS, TBS       | 1 april 2010      | 24 juni 2010      |
| Working!!                                          | Tokyo MX       | 4 april 2010      | 26 juni 2010      |
| Night Raid 1931                                    | TV Tokyo       | 5 april 2010      | 28 juni 2010      |
| Black Butler II                                    | MBS            | 2 juli 2010       | 17 september 2010 |
| Occult Academy                                     | TV Tokyo       | 6 juli 2010       | 27 september 2010 |
| Togainu no Chi                                     | MBS, TBS       | 7 oktober 2010    | 23 december 2010  |
| Fractale                                           | Fuji TV        | 14 januari 2011   | 1 april 2011      |
| Anohana: The Flower We Saw That Day                | Fuji TV        | 15 april 2011     | 24 juni 2011      |
| Blue Exorcist                                      | JNN (MBS)      | 17 april 2011     | 2 oktober 2011    |
| Uta no Prince-sama: Maji Love 1000%                | Tokyo MX       | 3 juli 2011       | 24 september 2011 |
| The Idolmaster                                     | TBS            | 8 juli 2011       | 23 december 2011  |
| Working'!!                                         | Tokyo MX       | 1 oktober 2011    | 24 december 2011  |
| Space Brothers                                     | NNS (ytv)      | 1 april 2012      | 22 mars 2014      |
| Tsuritama                                          | Fuji TV        | 12 april 2012     | 28 juni 2012      |
| Sword Art Online                                   | Tokyo MX       | 7 juli 2012       | 22 december 2012  |
| From the New World                                 | TV Asahi       | 28 september 2012 | 23 mars 2013      |
| Chō Soku Henkei Gyrozetter                         | TXN (TV Tokyo) | 2 oktober 2012    | 24 september 2013 |
| Magi: The Labyrinth of Magic                       | JNN (MBS)      | 7 oktober 2012    | 31 mars 2013      |
| Ore no Kanojo to Osananajimi ga Shuraba Sugiru     | Tokyo MX       | 6 januari 2013    | 31 mars 2013      |
| Vividred Operation                                 | MBS            | 11 januari 2013   | 29 mars 2013      |
| Uta no Prince-sama: Maji Love 2000%                | TV Aichi       | 3 april 2013      | 26 juni 2013      |
| Ore no Imōto ga Konnani Kawaii Wake ga Nai.        | Tokyo MX       | 7 april 2013      | 30 juni 2013      |
| Servant x Service                                  | ABC            | 4 juli 2013       | 26 september 2013 |
| Silver Spoon                                       | Fuji TV        | 11 juli 2013      | 19 september 2013 |
| Magi: The Kingdom of Magic                         | JNN (MBS)      | 6 oktober 2013    | 30 mars 2014      |
| Galilei Donna                                      | Fuji TV        | 10 oktober 2013   | 20 december 2013  |
| Silver Spoon II                                    | Fuji TV        | 9 januari 2014    | 27 mars 2014      |
| World Conquest Zvezda Plot                         | Tokyo MX       | 11 januari 2014   | 29 mars 2014      |
| Nanana's Buried Treasure                           | Fuji TV        | 10 april 2014     | 19 juni 2014      |
| Aldnoah.Zero                                       | Tokyo MX       | 5 juli 2014       | 10 januari 2015   |
| Aldnoah.Zero                                       | Tokyo MX       | 20 september 2014 | 28 mars 2015      |
| Sword Art Online II                                | Tokyo MX       | 5 juli 2014       | 20 december 2014  |
| Persona 4 The Golden Animation                     | MBS            | 10 juli 2014      | 25 september 2014 |
| Black Butler: Book of Circus                       | MBS            | 10 juli 2014      | 11 september 2014 |
| Magic Kaito 1412                                   | NNS (ytv)      | 4 oktober 2014    | 28 mars 2015      |
| The Seven Deadly Sins                              | JNN (MBS)      | 5 oktober 2014    | 29 mars 2015      |
| Your Lie in april                                  | Fuji TV        | 9 oktober 2014    | 19 mars 2015      |
| Saekano: How to Raise a Boring Girlfriend          | Fuji TV        | 8 januari 2015    | 26 mars 2015      |
| The Idolmaster Cinderella Girls                    | Tokyo MX       | 10 januari 2015   | 11 april 2015     |
| Magical Girl Lyrical Nanoha ViVid                  | Tokyo MX       | 3 april 2015      | 19 juni 2015      |
| Gunslinger Stratos: THE ANIMATION                  | Tokyo MX       | 4 april 2015      | 20 juni 2015      |
| Ultimate Otaku Teacher                             | NNS (ytv)      | 4 april 2015      | 26 september 2015 |
| Uta no Prince-sama: Maji Love Revolutions          | Tokyo MX       | 5 april 2015      | 28 juni 2015      |
| Gate: Jieitai Kanochi nite, Kaku Tatakaeri         | Tokyo MX       | 3 juli 2015       | TBA               |
| Working!!!                                         | Tokyo MX       | 4 juli 2015       | 26 december 2015  |
| The Idolmaster Cinderella Girls: 2nd Season        | Tokyo MX       | 17 juli 2015      | 17 oktober 2015   |
| Subete ga F ni Naru                                | Fuji TV        | 8 oktober 2015    | 17 december 2015  |
| The Asterisk War                                   | Tokyo MX       | 3 oktober 2015    | 18 juni 2016      |
| Erased                                             | Fuji TV        | 7 januari 2016    | 24 mars 2016      |
| Grimgar of Fantasy and Ash                         | Tokyo MX       | 10 januari 2016   | 26 mars 2016      |
| Ace Attorney: I Object to that "Truth"!            | NNS (ytv)      | 2 april 2016      | 24 september 2016 |
| B-Project: Kodou*Ambitious                         | Tokyo MX       | 3 juli 2016       | 15 september 2016 |
| Qualidea Code                                      | Tokyo MX       | 10 juli 2016      | 24 september 2016 |
| The Seven Deadly Sins: Signs of Holy War           | JNN (MBS, TBS) | 28 augusti 2016   | 18 september 2016 |
| WWW.Working!!                                      | Tokyo MX       | 1 oktober 2016    | 24 december 2016  |
| Uta no Prince-sama Maji LOVE Legend Star           | Tokyo MX       | 2 oktober 2016    | 25 december 2016  |
| Occultic;Nine                                      | Tokyo MX       | 9 oktober 2016    | 25 december 2016  |
| Blue Exorcist: Kyoto Saga                          | JNN (MBS)      | 7 januari 2017    | 25 mars 2017      |
| Interviews with Monster Girls                      | Tokyo MX       | 7 januari 2017    | 25 mars 2017      |
| Granblue Fantasy The Animation                     | Tokyo MX       | 1 april 2017      | 25 juni 2017      |
| Eromanga Sensei                                    | Tokyo MX       | 8 april 2017      | 24 juni 2017      |
| Saekano: How to Raise a Boring Girlfriend Flat     | Fuji TV        | 13 april 2017     | 23 juni 2017      |
| Fate/Apocrypha                                     | Tokyo MX       | 1 juli 2017       | TBA               |
| Blend S                                            | Tokyo MX       | 7 oktober 2017    | TBA               |
| The Idolm@ster SideM                               | Tokyo MX       | 7 oktober 2017    | TBA               |
| The Seven Deadly Sins: Revival of the Commandments | JNN (MBS, TBS) | 6 januari 2018    | TBA               |
| Darling in the Frankxx                             | Tokyo MX       | januari 2018      | TBA               |
| Record of Grancrest War                            | Tokyo MX       | januari 2018      | TBA               |
| Slow Start                                         | TBA            | januari 2018      | TBA               |
| Otaku ni Koi wa Muzukashii                         | Fuji TV        | april 2018        | TBA               |
| Persona 5 The Animation: The Day Breakers          | TBA            | 2018              | TBA               |
| Sword Art Online: Alicization                      | TBA            | TBA               | TBA               |
| Sword Art Online Alternative: Gun Gale Online      | TBA            | TBA               | TBA               |

### Filmer
| Titel                                                    | Publiceringsdatum |
| -------------------------------------------------------- | ----------------- |
| Welcome to the Space Show                                | 26 juni 2010      |
| Fairy Tail the Movie: Phoenix Priestess                  | 18 augusti 2012   |
| Blue Exorcist: The Movie                                 | 28 december 2012  |
| Saint Young Men                                          | 10 maj 2013       |
| Anohana: The Flower We Saw That Day                      | 31 augusti 2013   |
| The Idolmaster Movie: Beyond the Brilliant Future!       | 25 januari 2014   |
| Ookii 1 Nensei to Chiisana 2 Nensei                      | 1 mars 2014       |
| Persona 3 The Movie: Chapter 2, Midsummer Knight's Dream | 7 juni 2014       |
| Space Brothers #0                                        | 9 augusti 2014    |
| Persona 3 The Movie: Chapter 3, Falling Down             | 4 april 2015      |
| The Anthem of the Heart                                  | 19 september 2015 |
| Garakowa: Restore the World                              | 9 januari 2016    |
| Persona 3 The Movie: Chapter 4, Winter of Rebirth        | 23 januari 2016   |
| Doukyuusei                                               | 10 februari 2016  |
| Black Butler: Book of the Atlantic                       | 21 januari 2017   |
| Sword Art Online The Movie: Ordinal Scale                | 18 februari 2017  |
| Fairy Tail: Dragon Cry                                   | 6 maj 2017        |

### Fotnoter
1. 1 2  Första säsongen.
2. 1 2  Andra säsongen.
3. 1 2  Första delen.
4. 1 2  Andra delen.